# Ernest van der Kwast

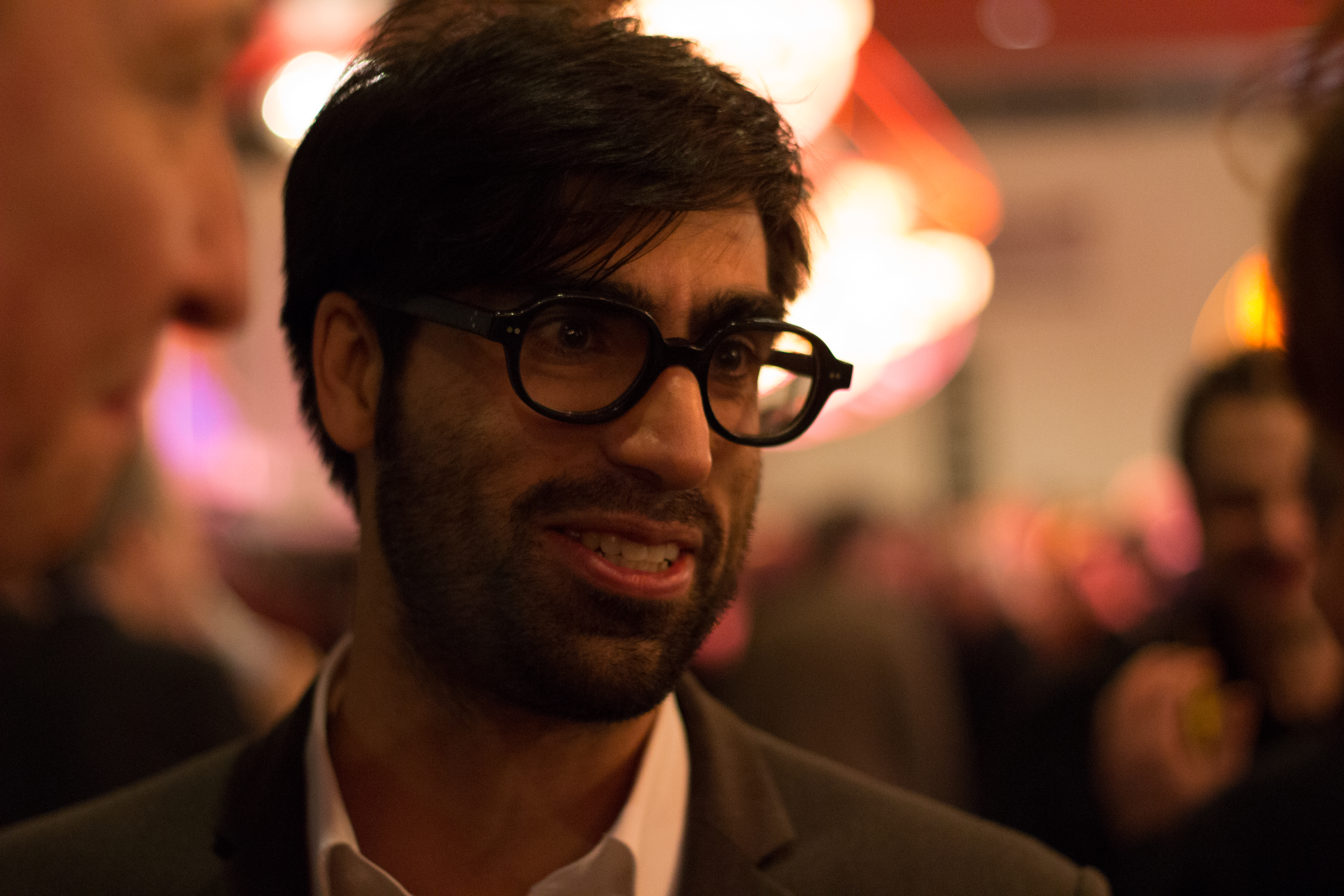
Ernest van der Kwast (2015)

Ernest Roelof Arend van der Kwast (* 1. Januar 1981 in Bombay, Indien) ist ein niederländischer Autor und Journalist.

## Leben
Van der Kwast hat eine indische Mutter und einen niederländischen Vater. Die Familie zog in seiner Jugend in die Niederlande. Der Junge ging dort zur Schule und erreichte im Sport mit seinen Leistungen im Diskuswurf nationale Bedeutung. Er gab jedoch den Sport auf und studierte Wirtschaftswissenschaften.
Van der Kwast veröffentlichte unter anderem eine Sammlung von Erzählungen und einen Roman unter Verwendung von zwei Pseudonymen, bevor ihm 2010 mit dem Roman Mama Tandoori, in dem seine Mutter Veena die Hauptrolle in der Familiengeschichte spielt, der Durchbruch als Autor gelang. Zu dieser Zeit war er Chefredakteur der niederländischen Literaturzeitschrift Passionate Magazine und organisierte literarische Events. In den Jahren 2011 und 2012 war er mit einer satirischen Kolumne in der Internetausgabe der niederländischen Abendzeitung NRC Handelsblad vertreten. 
Van der Kwast lebte und arbeitete mit seiner Lebensgefährtin und zwei Kindern in Bozen in Südtirol, heute jedoch lebt die Familie wieder in Amsterdam. Er hat zwei weitere Romane geschrieben, die auch in deutscher Sprache verlegt wurden.

## Veröffentlichungen
- Sammlung von Erzählungen verschiedener Autoren unter dem Pseudonym „Yusef el Halal“: Man zoekt vrouw om hem gelukkig te maken, 2004.
- Soms zijn dingen mooier als er mensen klappen, 2005.
- unter dem Pseudonym „Sieger Sloot“: Stand-in, 2007.
- Mama Tandoori, Roman, 2010.
- Giovanna's navel, Roman, 2012.
  - deutsch von Andreas Ecke: Fünf Viertelstunden bis zum Meer. mare-Verlag, Hamburg 2015, ISBN 978-3-86648-205-0.[1]
  - als Taschenbuch: btb, München 2016, ISBN 978-3-442-71419-3.
- et al: Het groot kerstverhalenboek. Uitgeverij Marmer. 2013.
- et al.: De rijke jongen. Podium Uitgeverij. 2013.
- mit Sieb Posthuma: De familie Lazuriet.   Querido; 1. Edition. 2014. ISBN 978-9-045-11603-7
- De ijsmakers, Roman, 2015.
  - deutsch von Andreas Ecke: Die Eismacher, Roman, btb-Verlag, München 2016, ISBN 978-3-442-75680-3.
- Het wonder dat niet omvalt, 2017.
  - deutsch von Andreas Ecke: Versteckte Wunder. Erzählungen aus Rotterdam. btb, München 2022, ISBN 978-3-442-77031-1.
- * Ilyas. De Bezige Bij; 1. Edition. 2020. ISBN 978-9-403-16080-1